# Згорня Бесниця (Любляна)
Згорня Бесниця (словен. Zgornja Besnica) — поселення в общині Любляна, Осреднєсловенський регіон, Словенія. Висота над рівнем моря: 399,9 м.